# Италиански войни
Италиански войни се наричат серия конфликти, засягащи Италия в края на XV и началото на XVI век. От една страна са амбициите на Кралство Франция да се докаже като велика сила на този терен, от друга – могъщият род на австрийските Хабсбурги. Вътрешните проблеми на Италия (враждата между малките държави в нея) способстват за началото на войните. Последиците са разоряване на големи региони на юг от Алпите и отстъпление на Италия от позицията на най-богат регион в Европа. Войните между австро-испанската династия Хабсбурги и френската династия Валоа продължават от 1515 до 1559 г., като се водят в Италия, Нидерландия и край Пиренеите. Те са пряко продължение на Италианските войни, но акцентът вече е изнесен от Италия. Причините за тях са в борбата за европейско надмощие и в конкретни териториални спорове на Франция с противниците ѝ за Милано, Бургундия, части от Нидерландия и за Русийон.

## Времеви обхват
Под понятието Италиански войни повечето историци разбират всички войни (общо осем), които се водят между 1494 и 1559 г. Има и други виждания по въпроса. В The Cambridge modern history (том 1), както и според Ламар Йенсен „италиански“ са войните от 1494 до 1516 г. След това Италия постепенно излиза от фокуса на враждуващите страни.

## Първи етап
В края на XV век Италия представлява сбор от независими държави. Това е един малък свят на интриги, войни и съюзи. За удовлетворяване на амбициите си повечето правителства използват наемни армии (прочутите кондотиери). На север някога могъщото Миланско херцогство е обхванато от размирици, причинени от амбициите на Лудовико Сфорца Мавъра, който през 1480 г. отнема престола от законния херцог. То е притиснато от Венецианската република, която се стреми да се разшири за негова сметка, но в действителност вече е преминала зенита на своята сила. Тя е съчетание от земи на континента и многобройни острови и бази в Източното Средиземноморие. На северозапад силното Савойско херцогство е въвлечено във френската орбита. Останалите държави в Северна Италия са републиките Флоренция и Генуа, Мантуа под властта на рода Гонзага и Модена под властта на рода Есте.
В средата Апенинският полуостров е разделен от папските земи, но те също са конгломерат от полунезависими феодални владения. Само най-южните краища са под властта на чужда династия – Арагонските Трастамара. Когато през 1458 г. умира Алфонсо V, неговият брат Хуан ІІ получава Сицилия, докато незаконният му син Феранте взема Неапол. Там обаче доскорошните владетели от Анжуйската династия все още имат подкрепа и солидни претенции. През 1494 г. Феранте умира и това предизвиква буря от амбиции.

### Първа война (1494 – 1495)
Във Франция крал Шарл VIII има желание да атакува Италия, за да защити своите права върху неаполитанския престол. Той е правнук на Луи II Валоа-Анжуйски и следователно е законен наследник на прогонените Анжуйци. Новият крал на Неапол – Алфонсо ІІ има претенции към Милано, така че миланският херцог кани Шарл да се установи в южното кралство като негов съюзник. Нашествието започва през октомври 1494 г. Шарл води голяма за онази епоха армия от 25 000 души (или 30 000 според други данни), от които 8000 наемни швейцарски копиеносци. Артилерийският му парк също е впечатляващ. Той напредва почти без съпротива през Павия и Флоренция, а всеки който му застане на пътя, е безжалостно разгромяван. На 9 февруари 1495 г. Шарл превзема Неапол и се обявява за негов крал. Градът е подложен на погром, избити са повечето му жители.
Бруталната инвазия стряска италианците и особено папа Александър VI. Той бързо организира антифренска коалиция от Испания (арагонският крал е в лична уния с Кастилия), Свещената Римска империя, Флоренция, Мантуа, Венеция и дори Милано (31 март 1495).Тази Венецианска лига съставя обща армия начело с мантуанския херцог Франческо II Гонзага. Шарл разбира, че има реална опасност бъде обграден и бързо се оттегля на север. При Форново на 6 юли войската на лигата опитва да го спре, но но не успява. Тя дава много повече жертви, така че той продължава пътя си, изоставяйки част от обоза на врага. През август французите се връщат в родината си без съществени загуби.
Оставеният в Неапол гарнизон бързо е сломен. Той претърпява поражение при Семинара (21 юни 1495), след което градът пада. Така се оказва, че въпреки първоначалния голям успех французите не задържат никое от владенията си. Походът им обаче показва на външните сили, че Италия е богата и слаба – идеална цел за последващи нападения.

### Втора война (1499 – 1504)
Тя е свързана с името на новия френски крал Луи XII (1498 – 1515). Той отново издига претенциите на Франция за Неапол, а този път и за Милано – внук е на Валентина Висконти, представителка на стар род милански херцози. През 1499 г. френската армия, командвана от един кондотиер – Джан Джакомо Тривулцио, нахлува през Алпите. Тя е в подобен състав като армията от 1494 г. Тривулцио завзема Милано и прогонва Лодовико Сфорца Мавъра, за което е произведен в чин „маршал“. Моро обаче не се отказва събира армия в Тирол. Възползвайки се от грешките на Тривулцио, през февруари 1500 г. той си връща страната. Луи XII моментално реагира – много скоро войските му отново са в Италия и на 8 април разбиват Лудовико при Новара. Този път той е пленен и прекарва остатъка от живота си като затворник, докато френският крал се обявява за милански херцог.
На 11 ноември 1500 г. Луи ХІІ и арагонският владетел Фернандо II се споразумяват да си поделят Неаполитанското кралство. Французите бързо завземат Капуа и столицата Неапол, докато испанците окупират Таранто. Но споразумението с Испания се оказва грешка от страна на френския крал. То вкарва иберийците в италианските борби без Луи XII да има каквато и да било полза от това. Отношенията между „съюзниците“ бързо се влошават. Начело на испанската армия застава известният Гонсало Фернандес де Кордоба. От август 1502 до април 1503 г. френската армия блокира малобройните му сили в пристанищния град Барлета, но пропуска шанса да го завладее е с това да получи цял Неапол. Вместо това тя търпи тежки поражения при Чериньола (26 април 1503) и при Гариляно (26 декември 1503), вследствие на което трябва да напусне Южна Италия. Луи ХІІ разбира, че е загубил борбата и се съгласява на мир, подписан в Блоа през октомври 1505 г. С него той се отказва от всякакви претенции към неаполитанския трон.

### Трета война (1508 – 1516)
Тя се състои от три отделни конфликта: Войната на Камбрийската лига, Войната на Свещената лига и Нахлуването на Франсоа І от 1515 – 1516 г.

#### Война на Камбрийската лига (1508 – 1510)
Този конфликт е предизвикан от агресивната политика на Венеция по време на първите две войни. Венеция отнема градове от папските земи (Римини и Равена), окупира Бриндизи и Отранто в Южна Италия. По време на втората война Луи ХІІ ѝ отстъпва източната част на херцогство Милано, която сега си иска обратно. В Камбрийската лига срещу Венецианската република се събират могъщи фигури – папа Юлий II, Фернандо Арагонски, император Максимилиан Хабсбург и Луи ХІІ. Максимилиан е най-нетърпелив – през 1508 г. напада, но венецианците го побеждават и той се съгласява на мир. Лигата обявява войната на 7 април и само месец по-късно, на 14 май, французите нанасят на републиката смазващо поражение при Анядело. В този миг тя изглежда погубена, но ловката дипломация я изважда от кризата. Венецианците убеждават папата, а после и Испания, че Франция е по-опасна и ги откъсват от Камбрийската лига. В същото време отблъскват нова атака на Максимилиан – той обсажда Павия от август до октомври, но се оттегля унизен. Тези събития разкриват неочакван факт – наличието на национално съзнание във всички земи на републиката, където населението не само се смята за венецианци, но и се вдига на въоръжена борба в защита на града-господар. През февруари 1510 г. папата подписва мир с Венеция, връщайки си последно изгубените крепости.

#### Война на Свещената лига (1510 – 1514)
Папа Юлий ІІ повежда сам война срещу французите. Армията му атакува безуспешно Генуа, след което трябва да мине в отбрана. След серия офанзиви и контраофанзиви в района на град Болоня, Луи ХІІ разбива войските му при Казалето (21 май 1511) и превзема този ключов град. Както и по-рано, френските успехи предизвикват нов съюз. Папата е подкрепен от Венеция, Англия, Испания и императора и така през октомври се формира Свещената лига.
Тя започва 1512 г. с успехи – венецианците превземат Бреша и Бергамо, а общата папско-испанска армия обсажда Болоня и Ферара. Френският крал изпраща своя най-опитен маршал Гастон дьо Фоа, който отблъсква венецианците и освобождава гарнизона в Болоня. Накрая побеждава испанците при Равена (11 април 1512), но загива в сражението. Стъписаните французи се оттеглят към Милано, а после и оттам, тъй като Швейцария се намесва срещу тях. Швейцарците окупират херцогството и поставят на трона свое протеже от рода Сфорца.
Междувременно папа Юлий ІІ умира, заменен от Лъв Х. През 1513 г. Венеция отново се обръща и се съюзява с Франция. Луи ХІІ договаря с нея подялба на Ломбардия. Общите им сили притискат швейцарците в Милано, но на 6 юни 1513 г. те нанасят на Франция тежко поражение при Новара – последната голяма битка в историята, спечелена от швейцарските копиеносци. Докато французите се оттеглят на запад, венецианците го правят на изток. Те са пресрещнати и разбити от войските на Максимилиан, но след това осуетяват атаката му и в крайна сметка той отново е отблъснат.
През втората половина на 1513 г. Италианските войни за първи път се изнасят от Италия. Хенри VIII нахлува в Северна Франция откъм Кале и побеждава при Гингат (16 август 1513). Швейцарците окупират Бургундия и се оттеглят само след като получават огромен откуп и признанието на Франция за техния кандидат за миланския престол. Оттук нататък желанието да се воюва рязко намалява и враговете на Луи ХІІ един по един сключват мир: папата (декември 1513), Максимилиан (март 1514) и Хенри VIII (юли 1514).

#### Нахлуване на Франсоа І от 1515 – 1516 г.
През 1515 г. Луи ХІІ умира и е наследен от Франсоа I от ангулемския клон на династията Валоа. Новият владетел е също така амбициозен и веднага подновява кампаниите в Италия. С голяма армия и все още ползвайки с подкрепата на Венеция, той притиска швейцарците в Ломбардия. Част от тях се оттеглят, останалите решават да се съпротивляват, но са смазани от превъзхождащите французи в голямата битка при Мариняно (13 – 14 септември 1515). Милано пада във френски ръце, след което Лъв Х и Карлос І (новият испански крал) подписват мир с французите. Швейцарците признават загубата на херцогството и сключват договор за вечен мир с Франция – основа на следвания и до днес вечен неутралитет. Последен се примирява Максимилиан, но след неуспешен опит да атакува Милано, и той се присъединява към мира (декември 1516).

### Последици
Историците отчитат, че продължителните войни променят съществено обстановката в Италия. Венеция е отслабена, докато Милано престава да бъде каквато и да е сила. Флоренция избира управлението на богатия род Медичи. Неапол окончателно попада под властта на испанците. Само Папската държава излиза по-силна отпреди. Това е голямата заслуга на Юлий ІІ.
Войните се отразяват пагубно на италианското общество. „Италия беше пребродена от Шарл, ограбена от Луи, потисната от Фернандо и опозорена от швейцарците.“ – коментира Макиавели. Хиляди селяни и дребни аристократи са разорени, много градове са преживели разрушения и грабежи. Свободата, с която дотогава италианците са се идентифицирали, е посечена като с меч. Дотогава повечето държави са били републики, ограждащи свободни градове. Оттук нататък тенденцията е да се превръщат в аристократични сеньории, управлявани по монархически принцип.

## Втори етап
Войните в Италия поставят началото на продължителен и мащабен конфликт между Франция и Хабсбургите, който определя международните отношения за следващите 250 години.

### Първа война (1515 – 1516)
Започва скоро след възцаряването на френския крал Франсоа I, който напада Милано. Още в началото той извоюва грандиозен успех, като разгромява швейцарците при Мариняно (13 – 14 септември 1515) и така осуетява амбициите на император Максимилиан I към Милано. Това сражение слага край на активното военно участие на швейцарските кантони в европейската политика и ги ориентира към днешната им позиция на пълен неутралитет. Господар на положението, Франсоа I принуждава папа Лъв X да подпише в Болоня конкордат относно френската църква, който дава на краля правото да се разпорежда с нея (виж Болонски конкордат – август 1516). Договорът от Нойон от същия месец признава френската власт в Милано.

### Втора война (1521 – 1526)
Също започва по инициатива на Франция, тъй като през 1519 г. испанският крал е избран и за германски император под името Карл V. Франсоа също е бил кандидат за този пост, но е претърпял провал. Чувствайки се разочарован и обкръжен от владения на Хабсбургите, той обявява войната. Веднага обаче е притиснат от вражеска коалиция, включваща Карл V, английския крал Хенри VIII и папата.
Австрийските войски превземат Милано и побеждават френските при Биока на 24 юни 1522 г. Последва нахлуване в Прованс и войските на френските противници обсаждат Марсилия. Франсоа съумява да ги изтласка, и дори започва остра контраатака, която довежда до връщането на Милано в негови ръце (октомври 1524). Кампанията му обаче завършва трагично с поражението при Павия (24 февруари 1525), където той е пленен, а после откаран в затвора в Мадрид. В същия град през януари 1526 г. той приема продиктуваните от испанците мирни условия, а именно – да свали френския сюзеренитет от Фландрия и Артоа, да се откаже от всичките си претенции в Италия и да предаде Бургундското графство (Франш-Конте) на Хабсбургите.

### Трета война (1526 – 1529)
Започва, когато Франсоа I е освободен и безцеремонно нарушава всички споразумения. Той се аргументира, че условията на договора са били наложени чрез диктат, а не са плод на споразумение, и че затова не е длъжен да ги спазва. Той привлича папа Климент V, Венеция и Милано в т. нар. Лига от Коняк и подновява военните действия.
Имперските войски превземат и опожаряват Рим на 6 май 1527 г. Френската армия напада Неапол, но скоро е принудена да се предаде след смъртта на командира ѝ Одет дьо Лотрек (16 август 1528). Друга френска армия е победена край Ландриано в Северна Италия (21 юни 1529), което води до бърз мир в Камбре през август 1529 г. Той е известен като „мирът на дамите“, защото е договорен от Маргарита Австрийска и Луиз Савойска. Карл V успява да принуди Франсоа отново да приеме клаузите от Мадрид, но все пак новото е, че оттегля претенциите си от френските области Прованс, Бургундия и Лангедок.

### Четвърта война (1536 – 1538)
Отново поставя на преден план въпроса за Милано, чийто последен херцог от династията Сфорца умира през 1535 г. За да сформира коалиция, Франсоа I безпрецедентно се съюзява с османския султан Сюлейман Великолепни и германските протестантски принцове. Той атакува Савоя и превзема Торино, а имперските сили нахлуват за втори път в Прованс и пак не успяват да превземат Марсилия. С посредничеството на папа Павел III тази безсмислена война е прекратена с примирието в Ница (юни 1538), потвърдено от лична среща между двамата владетели в областта Камарг във Франция през следващия месец.

### Пета война (1542 – 1544)
Тази война потвърждава, че ориентацията на Франция към геополитически съюз с Османската империя не е случайна. Докато френските сухопътни сили атакуват Русийон, Навара, Люксембург и Брабант, общ френско-османски флот бомбардира Ница, завзема част от града (6 септември 1543) и я изгаря. През зимата османските кораби остават във френското пристанище Тулон, в сърцето на западния християнски свят. Тази маневра на френския крал предизвиква ужас в Европа. Тя мотивира Карл V да се съюзи отново с Хенри VIII и през 1544 г. заедно да нападнат Франция. Англичаните превземат Булон, а армиите на Карл напредват към Париж, но стигат само до Соасон. Като вижда, че не може да нанесе смъртоносен удар на своя противник, императорът се помирява с него (договора от Крепи, септември 1544). Франсоа признава териториалните клаузи на договора от Мадрид (1526) и публично се отказва от съюза с османците. В допълнителна тайна клауза той обещава да помогне на императора да върне германските протестанти в лоното на католицизма. През 1546 г. Франция сключва мир и с Англия в Ардр, според който Булон ще се върне под френска власт след 8 години и срещу сумата от 2 милиона крони.
Войните от времето на Франсоа I минават при подчертаното надмощие на Хабсбургите, които не само че имат значително по-големи владения, но и са разположени стратегически около Франция (Хабсбургския пръстен). Основната цел на Франция да разкъса този пръстен и да изравни европейския баланс на силите не е постигната. От друга страна обаче Франция показва, че е достатъчно сплотена и силна икономически, за да се противопостави на по-могъщия враг. Тя използва най-невероятни дипломатически похвати и демонстрира голяма гъвкавост във формирането на съюзи. Все пак Франсоа не открива тези политически партньори, които биха били най-надеждни – германските протестанти. В годината на смъртта му, 1547, те са победени от Карл V и това ги довежда до близък съюз с Франция.

### Шеста война (1552 – 1559)
Започва, когато синът на Франсоа – Анри II сключва с протестантския лидер Мориц Саксонски договора от Шамбор. Франция окупира трите епископства Мец, Тул и Вердюн, а трите града са изградени като мощни крепости, които за дълъг период от време са предни постове на френската отбрана на изток. Много скоро Мориц побеждава императорските войски и сключва с Карл V Аугсбургския религиозен мир – 1555 г. Карл абдикира, а синът му Филип II сключва примирие с Франция. Военните действия се подновяват с пълна сила през 1557 г. когато Фелипе може да разчита на съюза на Англия, където кралица е съпругата му Мария I Тюдор. Французите организират инвазия в Неапол, но в същото време са нападнати от испанците в Нидерландия, където търпят пълно поражение (Сен Кантен, 10 август 1557). Въпреки че превзема Кале през 1558 г. (последната английска крепост във Франция), Анри II е заплашен от банкрут и от растежа на хугенотството и прекратява войната. На 2 и 3 април 1559 г. той подписва договорите от Като Камбрези с Англия и Испания. Испания получава признание за своите владения в Италия – Милано, Неапол, Сицилия и Сардиния, осигурява безопасността на Савоя, докато Франция запазва Кале и продължава окупацията на трите епископства (тя ги получава окончателно чак през 1648 г.). Освен това е уреден династичен брак между дъщерята на Анри II Елизабет и испанския крал Фелипе II.